# Eupithecia celatisigna
Eupithecia celatisigna là một loài bướm đêm trong họ Geometridae.